# Vibrační vajíčko
Vibrační vajíčko jako erotická pomůcka je jedním z nejuniverzálnějších produktů této kategorie. Valná většina vibračních vajíček má pravidelný oválný tvar a je uzavřena v plastovém pouzdru. Uvnitř je miniaturní elektromotor, na jehož osičce je excentricky uloženo závaží. Při roztočení motorku dojde k vibracím, které jsou přímo úměrné váze závaží a jeho vzdálenosti od osy hřídele. Vibrační vajíčka mají kabelové ovladače napájené bateriemi. Ovládají se otočnými regulátory nebo elektronickými tlačítky. Propojovací kabely mají délku od 50 cm do 1 m. Vibrační vajíčko se využívá především pro stimulaci klitorisu, ale jeho využití je i uvnitř pochvy nebo i análně. Některé typy vajíček mají kabelový vstup do vlastního vajíčka utěsněn a je možno je používat i pod vodou. To platí i pro ovladače, které mají těsnou průchodku pro kabel, membránová tlačítka a šroubovací uzávěr baterií s kvalitním těsněním.
Modernější typy vibračních vajíček využívají mikroprocesorů pro programové řízení vibrací. To je velmi důležitá funkce pro snížení rezistence na vibrace. Po určité době dochází ke snížení účinků vibrací, jelikož si tělo na vibrace zvykne. Vibrační programy tuto rezistenci omezují tím, že automaticky mění vibrace změnami otáček, přerušováním apod. Nejdražší modely obsahují i 10 vibračních programů.
Nejnovější modely pak využívají dálková ovládání s dosahem až 15 m a zdroj energie (většinou mini baterie) jsou umístěné přímo ve vajíčku.
Vibrační vajíčka se používají i v umělých vaginách, ve vakuových pumpách pro ženy i muže, nebo se umisťují do spodního prádla. Jsou součástí většiny velkých sad erotických pomůcek, kde pro své univerzální možnosti použití patří k základní výbavě.